# Blennodia
Blennodia är ett släkte av korsblommiga växter. Blennodia ingår i familjen korsblommiga växter.
Kladogram enligt Catalogue of Life:
| Blennodia | \| \| Blennodia canescens \| \| \| \| \| \| Blennodia pterosperma \| \| \| \| |
|           | \| \| Blennodia canescens \| \| \| \| \| \| Blennodia pterosperma \| \| \| \| |
|           | Blennodia canescens                                                           |
|           |                                                                               |
|           | Blennodia pterosperma                                                         |
|           |                                                                               |

## Bildgalleri

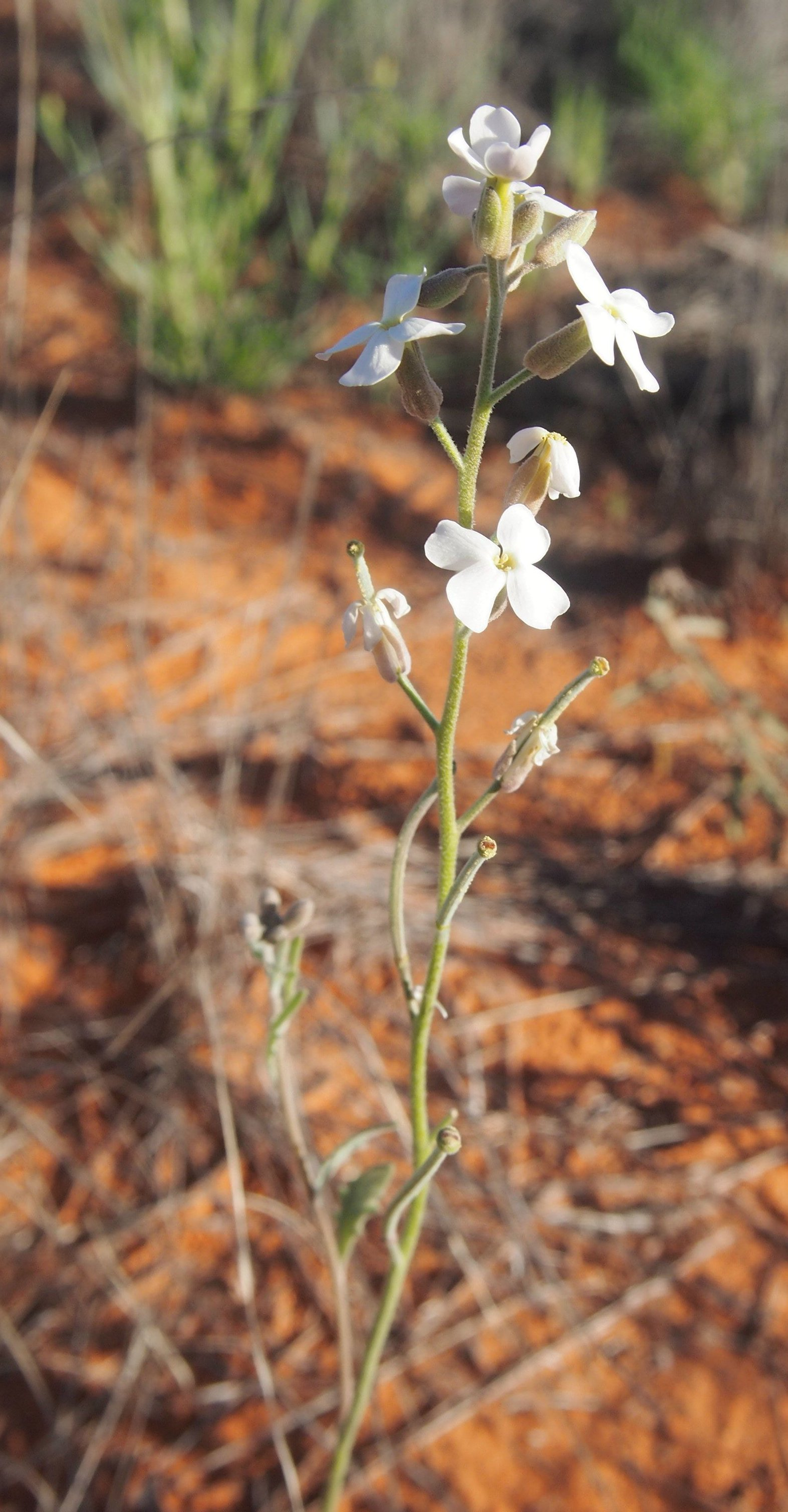
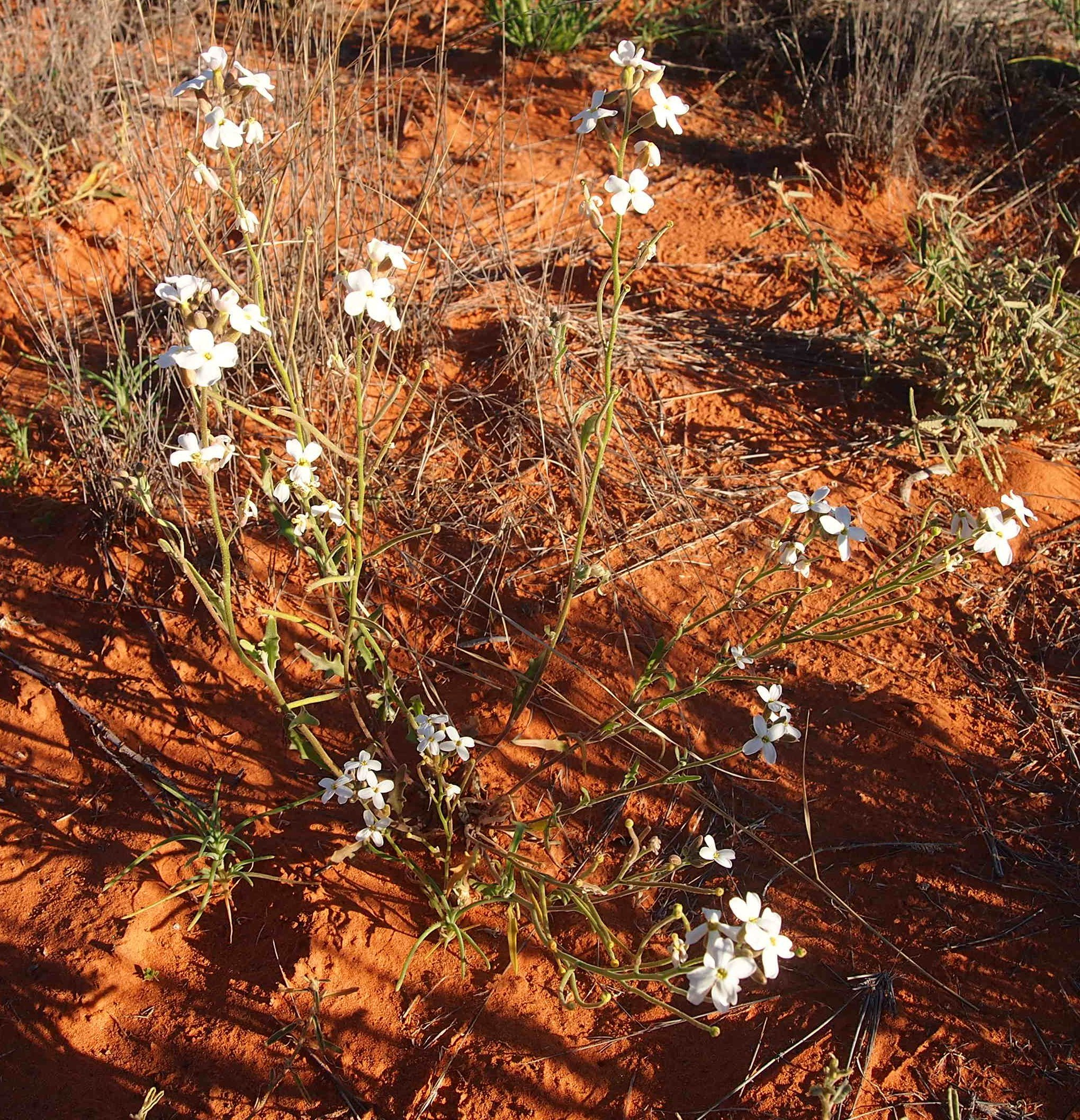
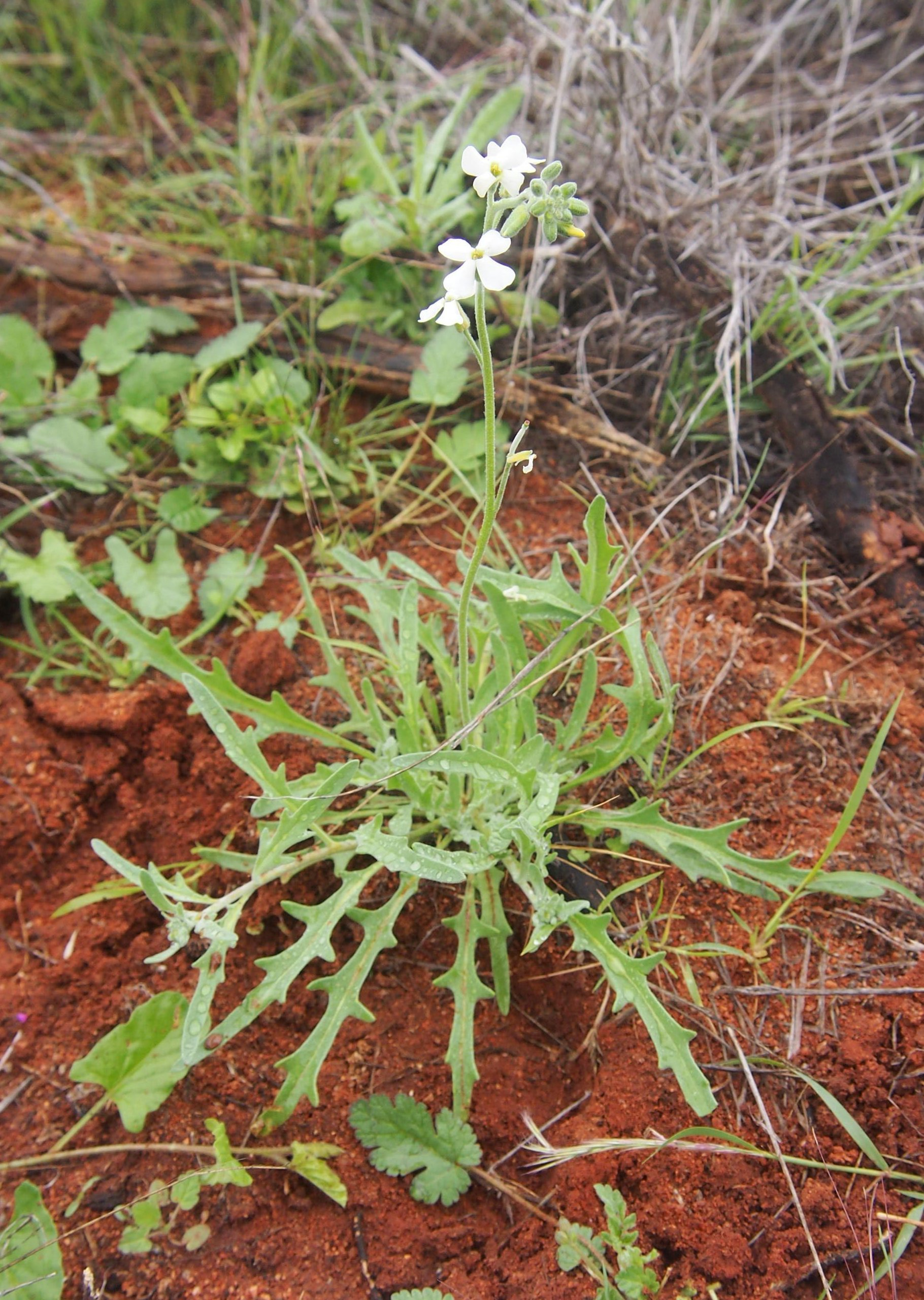
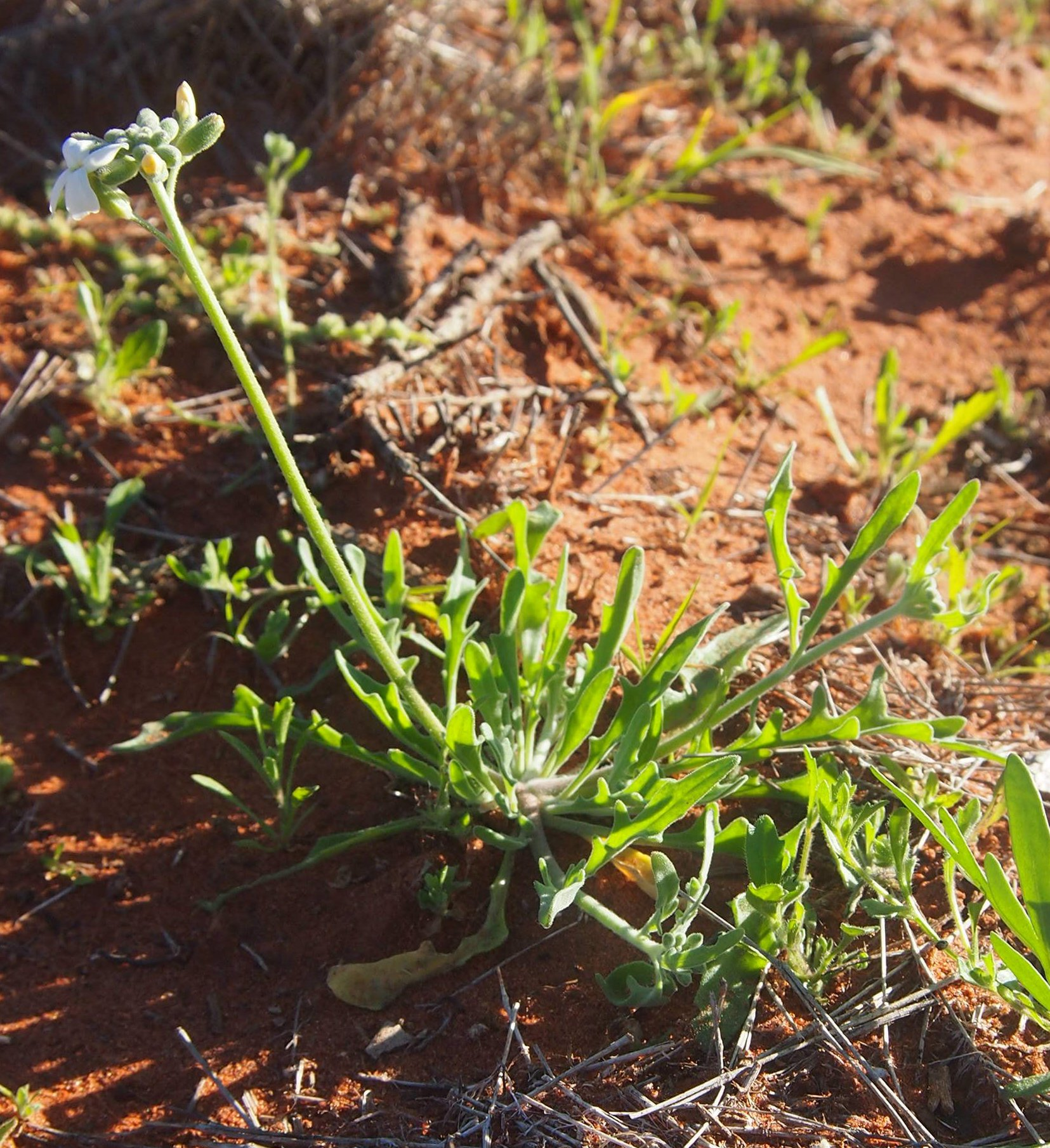
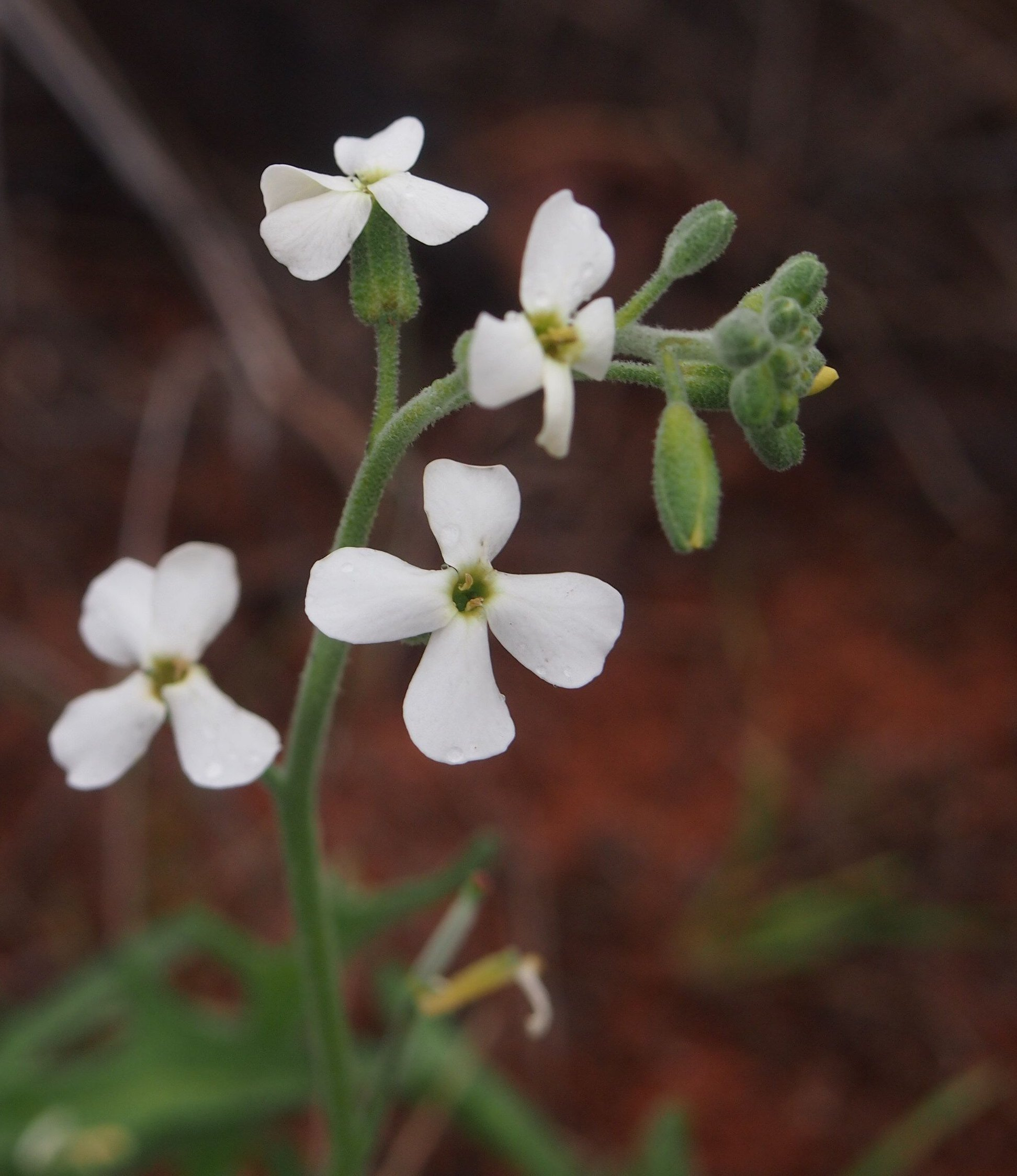
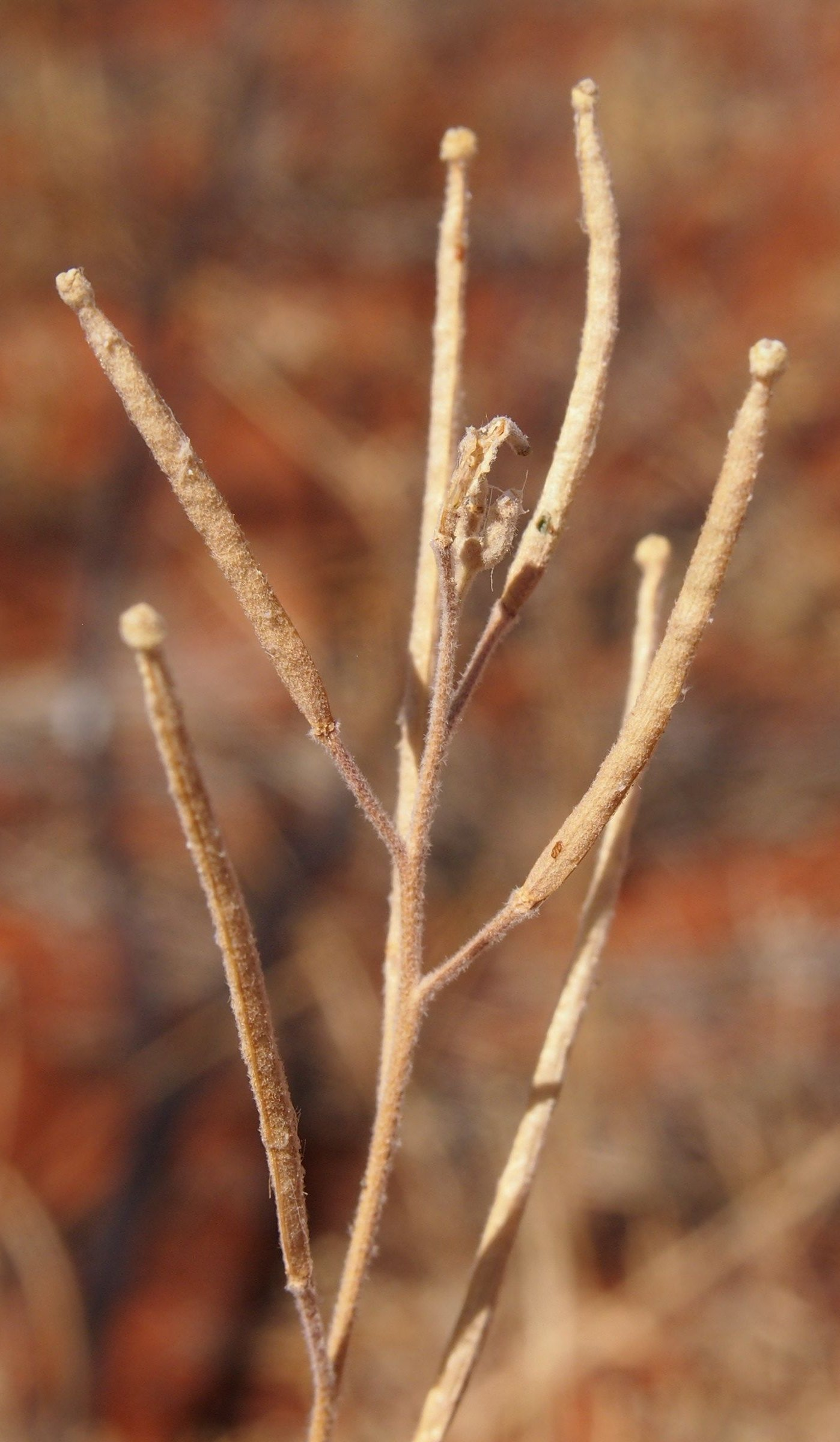